# Siad
La Società Italiana Acetilene e Derivati S.I.A.D. SpA con sede a Bergamo, è un gruppo chimico italiano che opera nei settori gas industriali, engineering, healthcare, servizi e beni industriali. Nell'healthcare, è al servizio delle strutture sanitarie pubbliche e private ed opera inoltre a servizio dell'assistenza domiciliare.
Completano il quadro delle attività i servizi di management ambientale, la commercializzazione di articoli per il largo consumo e la distribuzione di prodotti per saldatura e di utensileria industriale.

## Storia
Fondata il 3 maggio del 1927 da Quirino Sestini, suo figlio Bernardo, Emilio Engel, Stefano D'Este e Davide Zerbi come "Società Italiana Acetilene Disciolto", nel 1943 venne ribattezzata col nome societario poi rimasto in vigore.
La nascita di SIAD è strettamente legata anche al brevetto, depositato nel 1927 da Quirino e Bernardo Sestini, relativo alla "...massa porosa monolitica da usare come riempitivo per le bombole contenenti acetilene disciolto in un solvente quale l'acetone". Tale invenzione rappresentò un passo avanti per lo stoccaggio e l'utilizzo di acetilene rispetto ai metodi precedenti, che si dimostravano imperfetti e comportavano alti rischi di esplosione e danni a cose e persone.
Nel 1946 SIAD assorbì la S.B.O.A., Società creata nel 1921 dagli stessi azionisti di SIAD (tranne Zerbi) come Società Bergamasca Ossigeno Altri Gas e ribattezzata nel 1923 Società Bergamasca Ossigeno Azoto.
SIAD è una tra le prime aziende del settore in Italia e la propria diversificazione si riflette anche a livello geografico, con la presenza in Europa e nel mondo di siti produttivi, filiali commerciali, uffici di rappresentanza e centri di assistenza.
Nel 1953 venne creata come spin-off la Società SIAD Macchine Impianti, per la progettazione e costruzione di impianti per la produzione di gas e compressori alternativi (già prodotti comunque a partire dal 1927 e fino a quel momento gestiti dalla "divisione meccanica" di SIAD). SIAD Macchine Impianti costruisce impianti che coprono la gamma di gas industriali e commercializza apparecchiature concepite appositamente per produrre ossigeno ed altri gas con metodi criogenici oppure utilizzando setacci molecolari. È in grado di costruire impianti montati su skid, e quindi mobili, per la produzione di azoto, acetilene, protossido di azoto ed altri prodotti, inoltre produce serbatoi criogenici per gas liquefatti.
Nel 1987 SIAD ha siglato una joint venture con Praxair, la principale società di gas industriali del nord e sud America e una delle più importanti a livello mondiale. In Italia Praxair è stata presente anche con la società Rivoira fino all'estate del 2018 quando è stata finalizzata la cessione di quest'ultima al gruppo giapponese Taiyo Nippon Sanso che entra nel mercato europeo attraverso la Nippon Gases Europe.
Dal 1997 SIAD Macchine Impianti è presente in Cina con la società SIAD Macchine Impianti Trading (Shanghai) Co. per la vendita di compressori a pistoni API618 e compressori standard per il soffiaggio di bottiglie in PET. Opera anche come centro di servizio per compressori a pistoni API618 e compressori standard per il soffiaggio di bottiglie in PET e dispone di un ampio magazzino di parti di ricambio. 

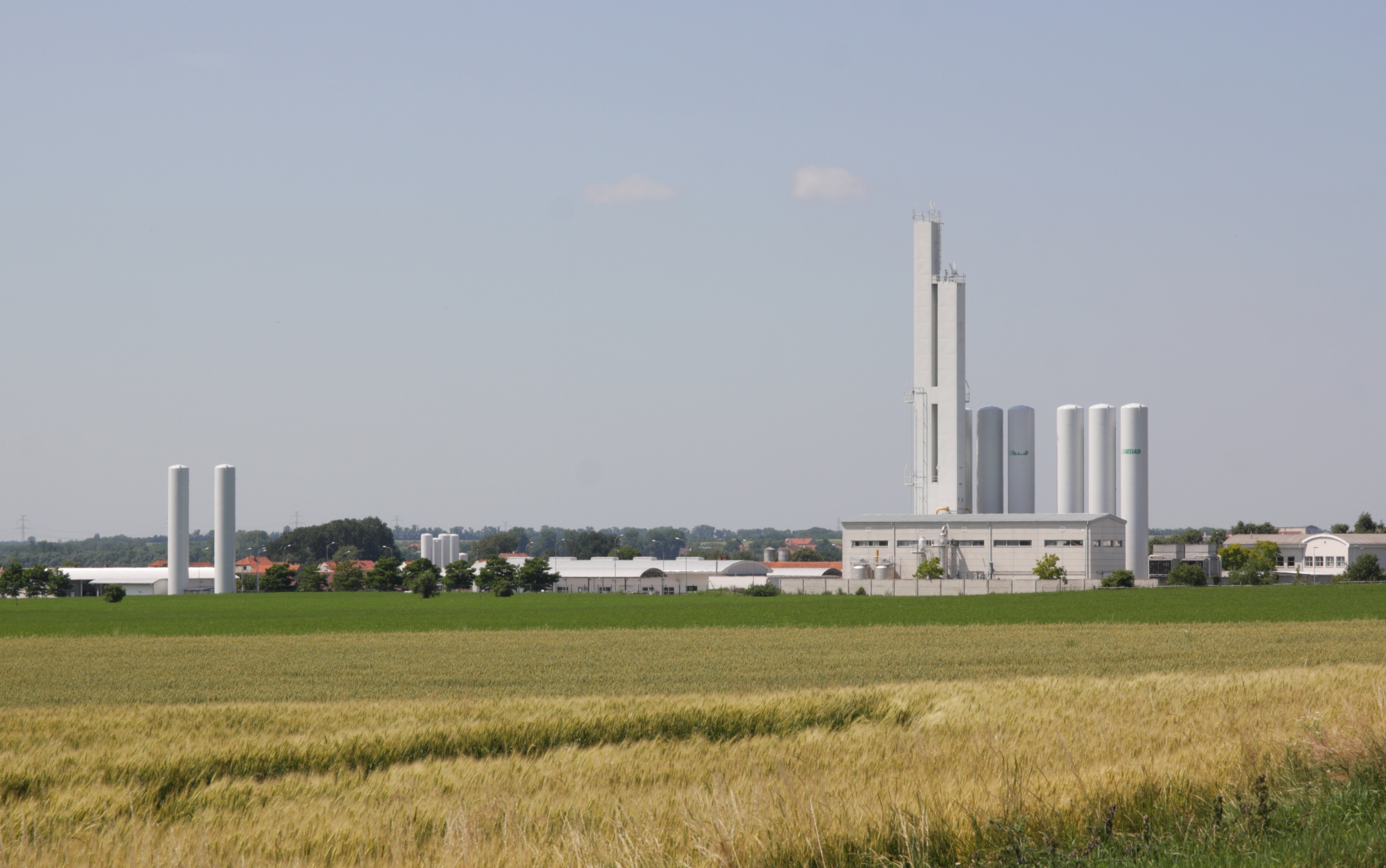
SIAD stabilimento, Rajhradice, Repubblica Ceca

Negli anni duemila, SIAD debutta nel settore dei beni industriali e dei servizi. Si espande, inoltre, su nuovi territori all'estero: Repubblica Ceca, Russia, Ucraina e Romania.
Da luglio 2013 è operativa inoltre la SIAD Engineering (Hangzhou), prima e unica filiale in Cina dedicata alla progettazione, ingegnerizzazione, produzione e commercializzazione di impianti criogenici per il frazionamento dell'aria con il marchio "SIAD" e per il mercato cinese.
Nel 2014 il Gruppo SIAD completa l'acquisizione della società Tecno Project Industriale specializzata nella progettazione e produzione di impianti per il recupero di gas industriali quali anidride carbonica e metano. Nel 2015 è avviato lo stabilimento di Porto Torres.
Nel 2016 SIAD acquisisce al cento per cento il Gruppo Istrabenz Plini, società slovena operante nell'ambito dei gas industriali in Slovenia, Croazia, Serbia e Bosnia-Erzegovina.
Nel 2017 nasce la SIAD Macchine Impianti Middle East F.Z.C., UAE. Nell'ottobre 2018, in seguito alla fusione tra Praxair e Linde, termina la joint venture trentennale con Siad che, tramite la holding Flow Fin, ritorna in possesso delle azioni a suo tempo cedute a Praxair e prende il controllo del Gruppo Medigas e Igat mentre esce da Chemgas.
Nel settembre 2019 viene posta la prima pietra per la creazione a Osio Sopra su una superficie di 2.600 metri quadrati di un centro di ricerca per studiare miscele innovative e nuove applicazioni dei gas in campo alimentare, ambientale, medicale e farmaceutico. L'investimento è di 15 milioni.